# 지쿠시노시
지쿠시노시(일본어: 筑紫野市)는 일본 후쿠오카현 중부에 있는 시이다. "하카타의 다다미방"으로 불리는 후쓰카이치 온천이 있다.

## 지리
후쿠오카현 북부에 있다. 후쿠오카시에서 남쪽으로 약 15km, 구루메시에서 북쪽으로 약 25km 떨어진 곳에 위치하고 남서부는 사가현과 접한다. 후쿠오카시, 구루메시의 베드타운으로 매우 적합한 지리 조건이 인구 유입 요인이 되어 인구 증가율은 현내에서도 높은 편이다. 주변 단기 대학 및 대학의 학생들이 유입되면서 주택 시세가 올랐다. 또 오고리·지쿠시노 뉴타운 개발과 함께 비약적으로 인구가 증가하였다. 2009년 5월에는 인구가 10만 명을 넘었다.
이전부터 지쿠시 지구의 주요 행정 거점 중 하나이며 지구를 관할하는 세무서, 법무국, 경찰서 등 관공서의 소재지이다. 또 수도, 소방, 쓰레기 처리, 화장터 등의 광역 행정은 지구 내에서 긴밀한 제휴 상태를 유지하고 있다.
JR 가고시마 본선, 니시테쓰 덴진오무타선, 규슈 자동차도, 국도 3호선 등이 거의 병행해 시 중앙부를 남북으로 가로질러 외부에서 교통 접근성이 매우 좋다.
남서부 사가현과의 현 경계 부근은 세후리 산계 산지에 해당한다. 북동부에서 동부에 걸쳐 이즈카시와의 경계 부근은 산군 산계 산지에 해당하고 호만산·산군산 등 해발 800~900m급 산이 우뚝 솟아 있다.

## 인접하는 자치체
- 후쿠오카현
  - 오고리시
  - 다자이후시
  - 오노조시
  - 이즈카시
  - 지쿠시군 나카가와정
  - 아사쿠라군 지쿠젠정

- 사가현
  - 도스시
  - 미야키군 기야마정

## 역사
- 1889년 4월 1일 - 정촌제 시행으로 미카사군 후쓰카이치촌, 야마구치촌, 지쿠시촌, 미카사촌, 야마가촌이 성립하였다.
- 1895년 8월 27일 - 후쓰카이치촌이 정으로 승격해 후쓰카이치정이 되었다.
- 1896년 4월 1일 - 나카군·무시로다군·미카사군이 통합해 지쿠시군이 되었다.
- 1955년 3월 1일 - 후쓰카이치정·야마구치촌·지쿠시촌·미카사촌·야마가촌이 합병(신설 합병)해 지쿠시군 지쿠시노정이 성립하였다.
- 1972년 4월 1일 - 시로 승격해 지쿠시노시가 되었다.

## 교통

### 철도
- 규슈 여객철도
  - 가고시마 본선
  - 지쿠호 본선

- 서일본 철도
  - 덴진오무타선
  - 다자이후선

### 도로
- 규슈 자동차도
- 국도 3호선
- 국도 200호선
- 국도 386호선